# Dwayne De Rosario
Dwayne Anthony De Rosario (Scarborough, Ontario, Canadá, 15 de maio de 1978), mais conhecido como Dwayne De Rosario (também chamado pelos fãs de DeRo ou D-Ro) é um ex-futebolista canadense. 

## Carreira

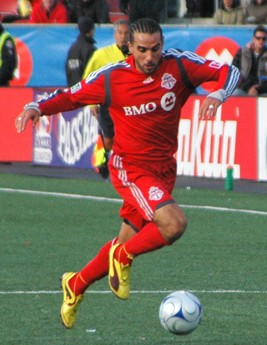
Dwayne De Rosario atuando pelo Toronto FC em 2010.

Iniciou sua carreira no Toronto Lynx em 1997. Nesse mesmo ano, vai jogar no clube alemão FSV Zwickau onde fica até 1999. Vai para o clube estadunidense Richmond Kickers onde fica até 2000, quando é contratado pelo San José Earthquakes da Major League Soccer (MLS), a principal liga de futebol dos EUA. Lá conquista por duas vezes a MLS Cup em 2001 e 2003 e a MLS Supporters' Shield em 2005. Em seguida, a equipe muda-se para cidade de Houston, no Texas e passa a se chamar Houston Dynamo. Conquista mais duas MLS Cups em 2006 e 2007. Em 2009, retorna ao Canadá para jogar pelo Toronto FC equipe pela qual se sagrou Campeão Canadense e artilheiro da competição. Em 2010, tornou-se bicampeão canadense. Em 2011, foi para o Red Bull New York e, em seguida, para o DC United e foi o artilheiro da MLS nesse mesmo ano com 16 gols marcados. Em 2013, sagrou-se campeão da US Open Cup e também foi o artilheiro da competição com 5 gols marcados. Em 2014, voltou para o Toronto FC. Em 10 de maio de 2015, anunciou oficialmente o final de sua carreira pelo instagram.

### Seleção Canadense
Joga pela Seleção do Canadá desde 1998. Virou ao longo dos anos a principal referencia na seleção. Conquistou a Copa Ouro da CONCACAF em 2000.

## Títulos

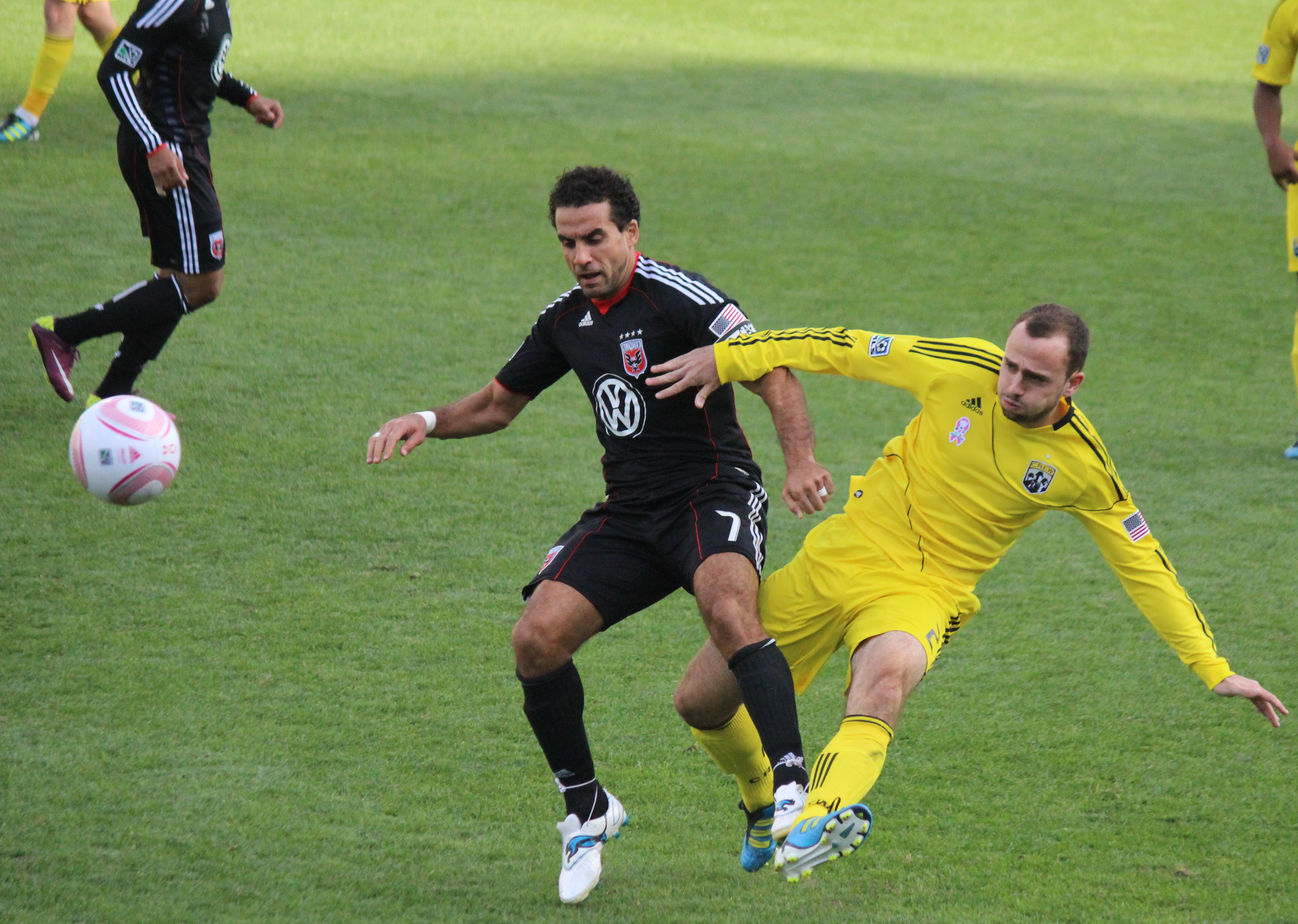
De Rosario (esq.) em ação pelo DC United em 2011.

### Internacionais
Seleção Canadense
- Copa Ouro da CONCACAF: 2000

### Nacionais
San José Earthquakes
- MLS Cup: 2001, 2003
- MLS Supporters' Shield: 2005

 Houston Dynamo
- MLS Cup: 2006, 2007

 Toronto FC
- Campeonato Canadense: 2009, 2010

 DC United
- US Open Cup: 2013

## Campanhas de destaque

### Internacionais
Seleção Canadense
- Copa Ouro da CONCACAF: 3º lugar - 2002, 2007

 San José Earthquakes
- Copa dos Campeões da CONCACAF: 4º lugar - 2007, 2008

 Houston Dynamo
- Superliga: 2º lugar - 2008
- Campeonato Pan-Pacífico: 2º lugar - 2008

### Nacionais
San José Earthquakes
- MLS Supporters' Shield: 2º lugar - 2002, 2003

 Houston Dynamo
- MLS Supporters' Shield: 2º lugar - 2008; 3º lugar - 2007

## Artilharia
Toronto FC
- Campeonato Canadense: 2009 - 3 gols

 DC United
- MLS Supporters' Shield: 2011 - 16 gols
- US Open Cup: 2013 - 5 gols